# Loyalty (песня Кендрика Ламара)
«Loyalty» — песня американского хип-хоп-певца и автора-исполнителя Кендрика Ламара, вышедшая 20 июня 2017 года с его 4-го студийного альбома DAMN. (2017) при участии певицы Рианны. Авторами песни выступили сам Ламар, а также Дакуор Натч, Марк Спирс, Террэс Мартин, Anthony Tiffith. Песня достигла позиции № 27 в английском хит-параде UK Singles Chart и № 20 в Австралии (ARIA).
28 января 2018 песня получила премию Грэмми в категории Премия «Грэмми» за лучшее рэп-/песенное совместное исполнение.

## История
«Loyalty» достиг позиции № 27 в британском хит-параде музыки UK Singles Chart и № 20 в чарте ARIA Австралии.
Песня получила положительные отзывы музыкальных критиков: Complex, The Fader, Vulture, Rap-Up.com.

## Награды
| Год  | Организация        | Награда                                                       | Результат |
| ---- | ------------------ | ------------------------------------------------------------- | --------- |
| 2018 | NAACP Image Awards | Outstanding Duo or Group                                      | Победа    |
| 2018 | Grammy Awards      | Премия «Грэмми» за лучшее рэп-/песенное совместное исполнение | Победа    |
| 2018 | BET Awards         | Best Collaboration                                            | Номинация |

## Чарты

### Еженедельные чарты
| Чарт (2017)                                | Высшая позиция |
| ------------------------------------------ | -------------- |
| Австралия (ARIA)                           | 20             |
| Australia Urban (ARIA)                     | 4              |
| Австрия (Ö3 Austria Top 40)                | 41             |
| Бельгия/Фландрия (Ultratip Bubbling Under) | 30             |
| Канада (Billboard Canadian Hot 100)        | 12             |
| Чехия (Singles Digitál Top 100)            | 40             |
| Дания (Tracklisten)                        | 34             |
| Франция (SNEP)                             | 42             |
| Германия (GfK)                             | 53             |
| Ireland (IRMA)                             | 18             |
| Italy (FIMI)                               | 63             |
| Нидерланды (Single Top 100)                | 42             |
| Новая Зеландия (Recorded Music NZ)         | 15             |
| Philippines (Philippine Hot 100)           | 47             |
| Португалия (AFP)                           | 10             |
| Шотландия (OCC Scotland)                   | 99             |
| Словакия (Singles Digitál Top 100)         | 20             |
| Швеция (Sverigetopplistan)                 | 34             |
| Швейцария (Schweizer Hitparade)            | 35             |
| Великобритания (OCC UK Singles)            | 27             |
| США (Billboard Hot 100)                    | 14             |
| США (Billboard Hot R&B/Hip-Hop Songs)      | 7              |
| США (Billboard Rhythmic)                   | 1              |

## Сертификации
| Регион | Сертификация  | Продажи   |
| --- | ------------- | --------- |
| Бразилия (ABPD) | Золотой       | 20,000    |
| Канада (Music Canada) | 2× Платиновый | 160 000   |
| Великобритания (BPI) | Золотой       | 400 000   |
| США (RIAA) | 2× Платиновый | 2 000 000 |
| ^ Данные о тиражах приведены только на основе сертификации. · Данные о продажах + прослушиваниях приведены только на основе сертификации. |               |           |